# 津軽著教
津軽 著教（つがる あきのり）は、江戸時代中期の旗本。通称は内記。

## 略歴
陸奥国弘前藩5代藩主・津軽信寿の四男として誕生。幼名は豊次郎。
延享元年（1744年）4月28日、8代将軍・徳川吉宗に御目見する。同年8月2日、弘前藩主・津軽信寧から3000俵が分与されて、寄合に所属した。また、偏諱を受けて著教と名乗った。しかし、翌年になって死去し、3000俵は本家へ返還された。